# Bahnstrecke Uschhorod–Bánovce nad Ondavou
| Kursbuchstrecke (ZSSK): | 195            |                                            |                                            |
| Streckenlänge: | 44,686 km      |                                            |                                            |
| Spurweite: | 1520 / 1435 mm |                                            |                                            |
| Streckenklasse: | D3             |                                            |                                            |
| Stromsystem: | 3 kV =         |                                            |                                            |
| Maximale Neigung: | 5 ‰            |                                            |                                            |
| Streckengeschwindigkeit: | 80 km/h        |                                            |                                            |
| |                |                                            |                                            |
| \| \| \| von Lwiw (Львів) \| \| \| \| 0,000 \| Uschhorod (Ужгород) \| Uschhorod (Ужгород) \| \| \| \| nach Tschop (Чоп) \| \| \| \| 4 \| Minaj \| Minaj \| \| \| \| Uschhorod-2 (Ужгород-2) \| \| \| \| 8 \| Tarnovce \| Tarnovce \| \| \| 10 \| Šišlovce \| Šišlovce \| \| \| 12 \| Palov \| Palov \| \| \| \| Pawlowo (Павлово) \| \| \| \| 12,750 \| Staatsgrenze Ukraine–Slowakei (seit 1945) \| Staatsgrenze Ukraine–Slowakei (seit 1945) \| \| \| 14 \| Maťovce \| Maťovce \| \| \| \| nach Haniska (ŠRT; 1520 mm) \| \| \| \| 15,658 \| Maťovce (Spurweitenwechsel 1520 / 1435 mm) \| Maťovce (Spurweitenwechsel 1520 / 1435 mm) \| \| \| 17 \| Kapušanske Vojkovce \| Kapušanske Vojkovce \| \| \| 18,449 \| Veľké Kapušany \| Veľké Kapušany \| \| \| 20,033 \| Veľké Kapušany zastávka \| Veľké Kapušany zastávka \| \| \| \| Uschhorod–Haniska (ŠRT; 1520 mm) \| \| \| \| 22,765 \| Krišovská Liesková \| Krišovská Liesková \| \| \| \| Udoch \| \| \| \| \| vlečka Elektráreň Vojany \| \| \| \| 25,559 \| Vojany \| Vojany \| \| \| \| Laborec \| \| \| \| 29,130 \| Drahňov \| Drahňov \| \| \| \| Staatsgrenze Ungarn–Slowakei (1938–1944) \| \| \| \| 34,470 \| Budkovce \| Budkovce \| \| \| 37,332 \| Dúbravka \| Dúbravka \| \| \| 39,602 \| Hatalov \| Hatalov \| \| \| 43,499 \| von und nach Łupków \| von und nach Łupków \| \| \| 44,686 \| Bánovce nad Ondavou \| Bánovce nad Ondavou \| \| \| \| nach Michaľany \| \| |                |                                            |                                            |
| Strecke |                | von Lwiw (Львів)                           | von Lwiw (Львів)                           |
| Bahnhof | 0,000          | Uschhorod (Ужгород)                        | Uschhorod (Ужгород)                        |
| Abzweig geradeaus, nach links und von links |                | nach Tschop (Чоп)                          | nach Tschop (Чоп)                          |
| ehemaliger Haltepunkt / Haltestelle | 4              | Minaj                                      | Minaj                                      |
| Dienststation / Betriebs- oder Güterbahnhof |                | Uschhorod-2 (Ужгород-2)                    | Uschhorod-2 (Ужгород-2)                    |
| ehemaliger Haltepunkt / Haltestelle | 8              | Tarnovce                                   | Tarnovce                                   |
| ehemaliger Haltepunkt / Haltestelle | 10             | Šišlovce                                   | Šišlovce                                   |
| ehemaliger Haltepunkt / Haltestelle | 12             | Palov                                      | Palov                                      |
| Überleitstelle / Spurwechsel |                | Pawlowo (Павлово)                          | Pawlowo (Павлово)                          |
| Grenze | 12,750         | Staatsgrenze Ukraine–Slowakei (seit 1945)  | Staatsgrenze Ukraine–Slowakei (seit 1945)  |
| ehemaliger Haltepunkt / Haltestelle | 14             | Maťovce                                    | Maťovce                                    |
| Abzweig geradeaus und nach rechts |                | nach Haniska (ŠRT; 1520 mm)                | nach Haniska (ŠRT; 1520 mm)                |
| Dienststation / Betriebs- oder Güterbahnhof | 15,658         | Maťovce (Spurweitenwechsel 1520 / 1435 mm) | Maťovce (Spurweitenwechsel 1520 / 1435 mm) |
| ehemaliger Haltepunkt / Haltestelle | 17             | Kapušanske Vojkovce                        | Kapušanske Vojkovce                        |
| Bahnhof | 18,449         | Veľké Kapušany                             | Veľké Kapušany                             |
| Haltepunkt / Haltestelle | 20,033         | Veľké Kapušany zastávka                    | Veľké Kapušany zastávka                    |
| Kreuzung geradeaus oben |                | Uschhorod–Haniska (ŠRT; 1520 mm)           | Uschhorod–Haniska (ŠRT; 1520 mm)           |
| Haltepunkt / Haltestelle | 22,765         | Krišovská Liesková                         | Krišovská Liesková                         |
| Brücke über Wasserlauf |                | Udoch                                      | Udoch                                      |
| Abzweig geradeaus und von links |                | vlečka Elektráreň Vojany                   | vlečka Elektráreň Vojany                   |
| Bahnhof | 25,559         | Vojany                                     | Vojany                                     |
| Brücke über Wasserlauf |                | Laborec                                    | Laborec                                    |
| Bahnhof | 29,130         | Drahňov                                    | Drahňov                                    |
| Grenze |                | Staatsgrenze Ungarn–Slowakei (1938–1944)   | Staatsgrenze Ungarn–Slowakei (1938–1944)   |
| Bahnhof | 34,470         | Budkovce                                   | Budkovce                                   |
| Haltepunkt / Haltestelle | 37,332         | Dúbravka                                   | Dúbravka                                   |
| Bahnhof | 39,602         | Hatalov                                    | Hatalov                                    |
| Abzweig geradeaus, nach rechts und von rechts | 43,499         | von und nach Łupków                        | von und nach Łupków                        |
| Bahnhof | 44,686         | Bánovce nad Ondavou                        | Bánovce nad Ondavou                        |
| Strecke |                | nach Michaľany                             | nach Michaľany                             |

Die Bahnstrecke Uschhorod–Bánovce nad Ondavou ist eine Eisenbahnverbindung in der Ukraine und der Slowakei. Sie verläuft von Uschhorod (Ужгород, ungarisch: Ungvár, slowakisch: Užhorod) in der Karpatenukraine über Veľké Kapušany nach Bánovce nad Ondavou in der Slowakei.
Der Abschnitt von Uschhorod bis Maťovce ist seit 1966 nach Umbau auf russische Breitspur ein Teil der ausschließlich dem grenzüberschreitenden Güterverkehr dienenden Strecke Uschhorod–Haniska. Normalspurig ist die Strecke vom Spurwechselbahnhof Maťovce bis Bánovce nad Ondavou in Betrieb, Reisezüge verkehren ab Veľké Kapušany.

## Geschichte
Die Strecke von Ungvár nach Vaján (heute: Vojany) wurde am 1. November 1910 durch die Ungarische Nordostbahn (Magyar Északkeleti Vasút; MÉKV) als Lokalbahn eröffnet.
Nach dem Zerfall Österreich-Ungarns im Oktober 1918 und der Gründung des neuen Staates Tschechoslowakei ging die Strecke an die neu gegründeten Tschechoslowakischen Staatsbahnen (ČSD) über. Ein Problem des neuen Staates war, dass insbesondere das Eisenbahnnetz auf die alten Hauptstädte Wien und Budapest ausgerichtet war. Zur Tschechoslowakei gehörte ab 1919 auch das damalige Karpatenrussland, dass bislang ein Teil Ungarns gewesen war. Hier bestand zunächst keine direkte Verbindung mit den restlichen Landesteilen. In dieser Situation errichteten die Eisenbahntruppen der Tschechoslowakischen Armee ab Januar 1920 eine Verbindung von Vojany nach Bánovce nad Ondavou, die am 20. Oktober 1921 eröffnet wurde. Dafür nutzte man gebrauchtes Oberbaumaterial des zweiten Gleises der Strecke Medzilaborce–Łupków, das für diesen Zweck abgebaut wurde.
Nach dem Ersten Wiener Schiedsspruch kamen die mehrheitlich ungarisch besiedelten Gebiete der Tschechoslowakei und damit auch die Strecke zwischen Užhorod und Drahňov im November 1938 wieder zu Ungarn. Betreiber dieses Streckenabschnittes waren fortan die Ungarischen Staatsbahnen (MÁV).
Nach Ende des Zweiten Weltkrieges gliederte die Sowjetunion im Juni 1945 das vormalige Karpatenrussland in ihr Staatsgebiet ein. Es war fortan als Oblast Transkarpatien Teil der Ukrainischen Sozialistischen Sowjetrepublik. Die neue, von der Sowjetunion willkürlich festgelegte Staatsgrenze zerschnitt die Strecke am Streckenkilometer 12,750 zwischen Palov (Pallo) und Maťovce. Ein grenzüberschreitender Reiseverkehr wurde von der wiederbegründeten ČSD nicht aufgenommen, Personenzüge verkehrten fortan nur zwischen Maťovce und Bánovce nad Ondavou.
Nach dem Zweiten Weltkrieg hatte die Tschechoslowakei zunächst ihre westlich orientierte Wirtschaftspolitik fortgesetzt. Im Februar 1948 übernahm jedoch eine kommunistische Regierung die Macht, die nun die Zusammenarbeit mit der Sowjetunion und die Integration in deren  Wirtschaftsraum forcierte. Zu diesem Zeitpunkt existierte zwischen der Tschechoslowakei und der Sowjetunion nur der Eisenbahngrenzübergang Čierna nad Tisou–Čop, der trotz umfassenden Ausbaus schon nach kurzer Zeit an die Leistungsgrenze gelangte. Insbesondere zur Belieferung der neu aufgebauten Ostslowakischen Stahlwerke (VSŽ, heute U.S. Steel Košice) mit ukrainischem Eisenerz nahm man 1960 die grenzüberschreitende Verbindung Uzhorod–Veľké Kapušany – nun breitspurig – wieder in Betrieb. An der Staatsgrenze entstanden die Grenzbahnhöfe Pawlowo in der Sowjetunion und Maťovce in der Tschechoslowakei, in denen grenzüberschreitendes Gut umgeladen sowie Güterwagen umgespurt werden können. In diesem Zusammenhang wurde auch der Reiseverkehr nach Veľké Kapušany zurückgezogen, die Haltestellen Maťovce und Kapušanske Vojkovce wurden ersatzlos aufgelassen. Ab 1965 wurde über die Verbindung auch das neugebaute Wärmekraftwerk Vojany mit Steinkohle aus der Ukraine beliefert.
Um das teure Umladen im Erz- und Kohleverkehr zu vermeiden, errichtete man ab November 1965 eine durchgehend breitspurige Verbindung Užhorod–Haniska (ŠRT), die auf tschechoslowakischem Staatsgebiet vollständig neu trassiert wurde. Sie verläuft weitgehend parallel zur Strecke Veľké Kapušany–Bánovce nad Ondavou.
Ende der 1980er Jahre elektrifizierten die ČSD die Strecke Maťovce–Bánovce nad Ondavou. Der elektrische Eisenbahnverkehr wurde am 29. Dezember 1990 aufgenommen.

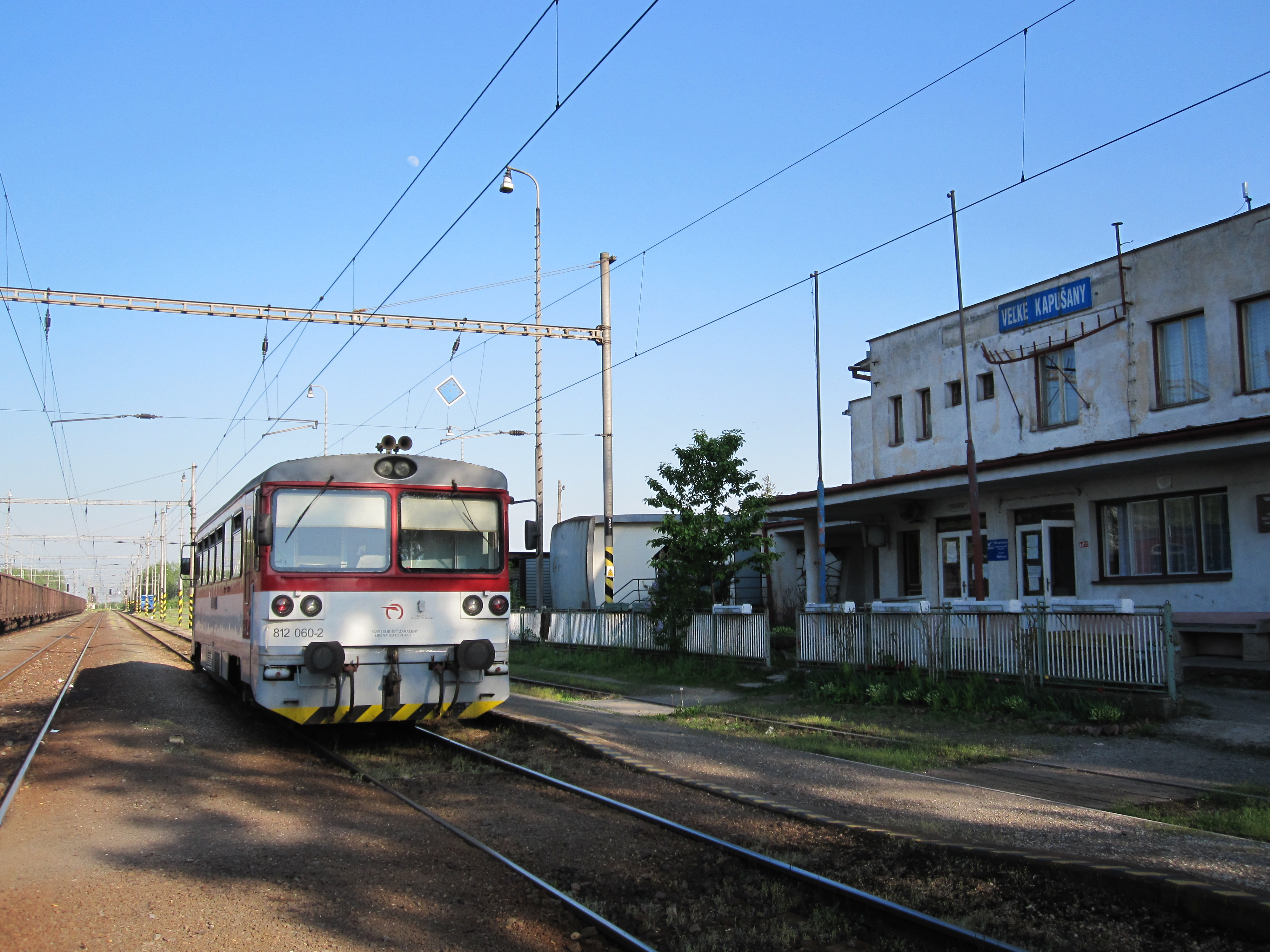
Reisezug in Veľké Kapušany (2012)

Am 3. August 1992 stießen zwischen Drahňov und Budkovce zwei Güterzüge frontal zusammen, wobei sechs Eisenbahner ums Leben kamen. Der automatische Streckenblock war zu diesem Zeitpunkt wegen des Diebstahles von Kabeln und Anlagenbestandteilen außer Betrieb und der Zugverkehr wurde provisorisch im Zugmeldeverfahren abgewickelt. Der Gesamtschaden belief sich auf 38,3 Millionen Kronen.
Am 1. Januar 1993 ging die Strecke im Zuge der Auflösung der Tschechoslowakei an die neu gegründeten Železnice Slovenskej republiky (ŽSR) über. Am 2. Februar 2003 stellten die ŽSR den planmäßigen Reiseverkehr wegen zu geringer Auslastung ein. Nach Protesten der Anliegergemeinden fuhren dann ab 15. Juni 2003 bis 9. Dezember 2012 wieder Personenzüge. Der letzte Jahresfahrplan 2012 verzeichnete nur noch zwei Zugpaare, die werktags und an Sonntagen verkehrten.
In Vorbereitung der Wiedereinführung des Reiseverkehrs hat der Streckenbetreiber ŽSR ab Februar 2019 mit einem Kostenrahmen von 1,4 Millionen Euro umfangreiche Erneuerungsarbeiten an Gleisen und Anlagen ausführen lassen. Sieben Bahnsteige und drei Wegübergänge wurden instand gesetzt und modernisiert. Die Betriebsstellen im ungarischen Sprachgebiet erhielten durchgehend zweisprachige Beschilderungen. Am 10. Juni 2019 wurde der Reiseverkehr zwischen Veľké Kapušany und Bánovce nad Ondavou mit werktäglich vier Zugpaaren wieder aufgenommen.